# Roberto Espinoza
Roberto Espinoza (Valencia, Venezuela, 3 de diciembre de 1960) es un exbeisbolista y entrenador de pitcheo venezolano. Actualmente es el entrenador de pitcheo de los Navegantes del Magallanes.
Durante su carrera se desempeñó como lanzador en los equipos Tigres de Aragua, Petroleros de Cabimas y Navegantes del Magallanes, siendo en este último club donde ha desempeñado labores de entrenador.
Es hermano de Álvaro Espinoza y tío del cácher Raúl Chávez, ambos figuras en la historia del Magallanes.

## Trayectoria

### Como jugador
Espinoza debutó a la edad de 19 años con los Tigres de Aragua en la temporada 1979-80. Siguió con el conjunto de la ciudad jardín hasta 1984 cuando pasa a los Navegantes del Magallanes, equipo donde jugaría hasta 1989 cuando vuelve nuevamente a los Tigres en la temporada 1989-90. Al año siguiente jugaría para los Petroleros de Cabimas hasta su retiro en 1993.

### Como entrenador
Fuera de Venezuela, inició su carrera como técnico en 1989 en el sistema de granjas de los Indios de Cleveland y después pasó a formar parte del personal de entrenadores de ligas menores de los Medias Blancas de Chicago. Con los patiblancos fue entrenador de pitcheo en varias de las sucursales y categorías, además de cumplir labores como scout durante nueve años.
Espinoza se desempeñó como entrenador de pitcheo y también como entrenador de bullpen con los Navegantes del Magallanes en el período comprendido entre las campañas 1995-96 y 2003-04. Antes, fungió como uno de los encargados de los equipos de novatos de la divisa en la Liga Paralela.
Su experiencia lo llevó a ser también el entrenador de lanzadores de la selección de béisbol de Venezuela en las dosprimeras ediciones del Clásico Mundial de Béisbol (2006 y 2009). Además, ostentó la misma posición dentro de la LVBP con Tiburones de La Guaira entre 2005 y 2007 y
Caribes de Anzoátegui en la justa 2008-09.
En 2015 estuvo en el béisbol de Taiwán con el EDA Rhinos y en 2016 pasó a la pelota mexicana para encargarse del personal de pitcheo de Toros de Tijuana.
En 2016 regresa al Magallanes para asumir nuevamente la función de entrenador de pitcheo, labor que cumplió en tres de las cuatro campañas previas tras tomar las riendas del cuerpo monticular turco en medio de la contienda 2012-13 hasta la mitad del torneo 2014-15. Con su trabajo fue pieza importante en los títulos logrados por el club en la 2012-13 y 2013-14.